# 桂林栖
桂林栖（1913年7月8日—1971年8月28日），男，湖北黄梅人，中华人民共和国政治人物，曾任中共安徽省委宣传部部长、省委常委、安徽省人民委员会副省长、安徽省政协副主席。

## 生平
桂林栖是湖北省黄梅县杉木乡桂畈村人。3岁丧父，跟母亲和姐姐相依为命。1927年在家乡参加大革命，加入中国社会主义青年团，曾任儿童团长、团支部书记、党支部书记，地下交通员。1930年参加中国工农红军，1930年转为中共党员，先后任赤卫队宣传员、党支部书记。1931年，前往武汉从事革命活动。 
抗战时期，1938年任黄梅县委书记、鄂皖边地委组织部长、副书记。1939年受党派遣调安徽工作，参与开辟皖中抗日根据地，担任望江地委组织部部长、皖中地委副书记、任新四军第四支队第八大队政委。湖东县委书记、新四军第七师独立营政委、巢无庐中心县委书记、白湖独立团政委、皖中地委副书记。
1945年至1948年坚持并巩固了以大别山为中心的皖西地区的游击战争，任皖西工委书记、地委书记及皖西区党委第一副书记等职。1949年任桐城支前指挥部总指挥。
1949年任安庆地委首任地委书记，大力扶持当地民间的黄梅戏。1952年2月任安徽省委宣传部部长，亲自主持了“安徽省暑期艺人训练班”，认真学习贯彻落实中央人民政府《关于戏曲改革工作的指示》精神。来自全省的黄梅戏、庐剧、泗洲戏、梆子戏、花鼓戏、徽剧、京剧、越剧、话剧、曲艺等剧种的演员代表及各地、市、县的戏改干部共计500人参与学习。1953年，亲自主持组建了安徽省黄梅戏剧团（1988年扩建为安徽省黄梅戏剧院），力排众议，一锤定音，为剧种定名为黄梅戏。1958年11月兼任安徽省第一届政协副主席。副省长，安徽省委书记处书记、常务书记，主管文化工作。1965年至1971年，任唐山铁道学院副院长。